# Нападения на учебные заведения в России
Список вооружённых нападений в учебных заведениях и на них в России в хронологическом порядке.

## Общая информация
Долгое время массовые убийства в учебных заведениях в России были крайне редки.
В Советском Союзе о нападениях на школы не сообщали и данных о том, случались ли они, мало. 4 апреля 1950 года военрук из-за неразделённой любви устроил взрыв в школе в Гыске (Молдавская ССР). Тогда погибли 24 человека. 11 февраля 1958 года в Лямино (Пермский край) нетрезвый комсорг открыл огонь по людям на территории учебного комбината, где находились предприятия и строительная школа. Погибли 7 учащихся школы, 6 пострадали. В 1990-е годы широко известно только одно подобное преступление — в камышинском училище в 1997 году.
В СМИ зачастую пишут, что первый случай «скулшу́тинга» на территории современной России произошёл в 2014 году в Москве. Следующий широко известный случай произошёл в 2017 году в Ивантеевке и привёл к ранению 4 человек. После 2018 года нападения стали происходить чаще. В январе 2018 года в России всего за одну неделю было зафиксировано два подобных случая: в пермской школе, двое подростков ранили ножами 12 учеников, учительницу и друг друга, пытаясь покончить с собой, а в Улан-Удэ вооружённый топором подросток нанёс травмы пятерым школьникам и учительнице, а также поджёг класс и пытался покончить с собой.
С этого же времени инциденты стали связываться с подражанием убийцам из школы «Колумбайн». 2 февраля 2022 года Верховный суд России признал движение «Колумбайн» террористическим.
За 10 лет[уточнить] в стране было 14 нападений на учебные заведения, в восьми случаях оно закончилось самоубийством нападавшего. 
Из всех стрелков, которые не совершили самоубийство после преступления, к пожизненному заключению приговорили только двоих. Виновники ещё трёх преступлений были приговорены к лишению свободы на сроки менее 10 лет. Такая разница приговоров обусловлена тем, что в результате их нападений никто не погиб. 
Ещё четверых нападавших суд приговорил к принудительному лечению.

## Профилактика нападений
После серии атак на школы с 2018 года поднялся вопрос об усилении мер безопасности в учебных заведениях и предотвращении новых нападений. В частности, речь шла о новом ГОСТе для охранников и антитеррористических учениях.
В 2022 году, по данным ФСБ, было предотвращены 22 нападения на учебные заведения.
Зачастую после нападений поднимается вопрос об ограничении оборота оружия.
28 июня 2021 года президент подписал закон  — О внесении изменений в Федеральный закон «Об оружии»
вступают в силу поправки в законодательство, в соответствии с которыми повышается с 18 лет до 21 года минимальный возраст, необходимый на приобретение охотничьего оружия или огнестрельного гладкоствольного для самообороны.

## Хронология

### Российская Империя
| Дата       | Место                           | Погибло | Пострадало | Всего | Описание |
| ---------- | ------------------------------- | ------- | ---------- | ----- | --- |
| 5 мая 1874 | Екатеринбург, Пермская губерния | 1       | 0          | 1     | Гимназист Алексей Скачков пять раз выстрелил из револьвера в своего директора, Якова Предтеченского, который собирался его отчислить. Через несколько дней директор скончался. Стрельба произошла в гимназии №9 в Екатеринбурге. Нападавший был отправлен в ссылку. |

### СССР
| Дата            | Место                 | Погибло | Пострадало | Всего | Описание |
| --------------- | --------------------- | ------- | ---------- | ----- | --- |
| 4 апреля 1950   | Гыска, Молдавская ССР | 24      | ?          | 24    | Массовое убийство в школе Гыски: в школе № 20 в селе Гыска (Молдавская ССР) военрук Владимир Татарников из-за неразделённой любви к преподавательнице Наталье Донич взорвал себя и её в кабинете. Погибли 24 человека: сам подрывник, 2 учителя и 21 ребёнок.                                                                              |
| 11 февраля 1958 | Лямино, Пермский край | 7       | 6          | 13    | Комсорг строительной школы 24-летний Михаил Целоусов в рабочем посёлке Лямино (Пермский край) открыл огонь из мелкокалиберной винтовки сначала на улице, а потом в женском общежитии стройшколы №6. Погибли 2 рабочих и 5 учащихся школы, 6 человек были ранены. Стрелок был приговорён к смертной казни и расстрелян в феврале 1959 года. |
| 19 мая 1977     | Ленинград             | 6       | 3          | 9     | Курсант второго курса Анатолий Федоренко, будучи караульным бодрствующей смены, убил шестерых и ранил двух человек в караульном помещении. Убийца был обезврежен одним из смертельно раненных курсантов и впоследствии приговорён к смертной казни .                                                                                       |
| 17 декабря 1981 | Сарапул, Удмуртия     | 0       | 0          | 0     | Двое вооружённых солдат-срочников ворвались в школу №12 и захватили в заложники 26 учеников десятого класса. Спустя 16 часов оба преступника были обезврежены без единого выстрела, заложники освобождены. Один из них получил 13 лет лишения свободы, другой — 9.                                                                         |
| Декабрь 1987    | Москва                | 1       | 0          | 0     | Григорий Куц убил своего учителя физкультуры из пистолета ТТ после уроков, до этого застрелив директора завода. Был приговорён к 15 годам лишения свободы как несовершеннолетний. Позднее был приговорён к смертной казни за убийство, совершённое в тюрьме.                                                                               |

### Российская Федерация
| Дата               | Место                                            | Погибло | Пострадало | Всего | Описание |
| ------------------ | ------------------------------------------------ | ------- | ---------- | ----- | --- |
| 28 сентября 1993   | Омск, Омская область                             | 1       | 0          | 1     | Захват детского сада в Омске: Палий Алексей Анатольевич, вооружённый обрезом и самодельным взрывным устройством, вошёл в здание детского сада № 285, где захватил 6 заложников. Нападавший погиб при штурме здания. |
| 27 октября 1995    | Саранск, Республика Мордовия.                    | 1       | 0          | 1     | Четверо киллеров из ОПГ "Юго-Запад", вооружённых автоматами и пистолетом, ворвались во время занятий в аудиторию Мордовского государственного университета и расстреляли преподавателя Олега Еникеева, студенты не пострадали. Мотивом для убийства стала криминальная деятельность покойного, являвшегося лидером ОПГ "Еникеевские". В 2012 году в Москве был задержан один из убийц Виктор Грушев, а затем были арестованы и остальные исполнители, приговорённые к большим срокам заключения, заказчики и организаторы убийства Алексей Блохин и Игорь Николаев были убиты в ходе конфликтов в ОПГ "Юго-Запад" в 2003 и 1996 годах |
| 5 декабря 1995     | Владикавказ                                      | 3       | 8          | 11    | Местный житель захватил в заложники детей и воспитателей в детском саду. При попытке освободить заложников он взорвал 2 гранаты. Погибли 3 детей. |
| 9 марта 1997       | Камышин, Волгоградская область                   | 6       | 2          | 8     | Массовое убийство в Камышинском военном училище: в ночь с 8 на 9 марта в Камышинском высшем военном командно-инженерном строительном училище 18-летний курсант Сергей Лепнев расстрелял из автомата других курсантов. В результате массового убийства погибли 6 человек, 2 человека пострадали. Убийца сбежал с места преступления вместе с Сергеем Арефьевым. Вскоре они сдались милиции. Арефьев был приговорён к 3,5 годам лишения свободы, Лепнев — к смертной казни, впоследствии из-за моратория заменённой на 25 лет лишения свободы. |
| 11 мая 1998        | Воронеж, Воронежская область.                    | 3       | 1          | 4     | 44-летний Андрей Горбунов расправился со своими женой и сыном, а затем с тесаком ворвался в Воронежский государственный университет и жестоко убил преподавателя Виктора Суборина, после чего попытался покончить с собой. 15 июля 1999 Андрей Горбунов был признан невменяемым и отправлен на принудительное лечение. |
| 1-3 сентября 2004  | Беслан, Северная Осетия                          | 333     | ≥783       | ≥1116 | Террористический акт в Беслане: во время торжественной линейки 32 вооружённых террориста взяли в заложники более 1100 человек (преимущественно детей, их родителей и сотрудников школы) в школе №1 в Беслане удерживали их в заминированном здании около двух с половиной дней в тяжелейших условиях, отказывая людям даже в удовлетворении минимальных естественных потребностей. После первых взрывов заложники стали выбегать из здания. В результате теракта погибло 333 человека (314 — из числа заложников, 186 детей) и не менее 783 получили ранения разной степени тяжести. Во время хаотичной перестрелки, в том числе с участием гражданских лиц, пользовавшихся личным оружием, было убито 27 террористов (четверо, включая двух смертниц, погибли до штурма в период с 1 по 3 сентября. Единственный взятый живым террорист Нурпаша Кулаев был арестован и впоследствии приговорён судом к пожизненному заключению. |
| 2 августа 2011     | Комсомольск-на-Амуре, Хабаровский край           | 0       | 1          | 1     | 2 августа прогремел взрыв в детском саду Комсомольска-на-Амуре. Пострадала пятилетняя девочка. Было возбуждено уголовное дело по статье «теракт». |
| 3 февраля 2014     | Отрадное, Москва                                 | 2       | 1          | 3     | Стрельба в школе № 263: в школе № 263 района Отрадное города Москва 15-летний ученик 10 класса Сергей Гордеев, вооружённый карабином Browning 22 Semi-Auto rifle и винтовкой Tikka T3 под патроны 7,62 × 51 мм НАТО, открыл стрельбу, в результате которой погибли 2 человека, пострадал 1 человек. Подросток убил учителя географии Андрея Кирилова (род. 1984) и взял в заложники своих одноклассников (21 человек). В ходе штурма школы Гордеев открыл стрельбу по прибывшим сотрудникам полиции, убил прапорщика Сергея Бушуева и ранил старшего сержанта Владимира Крохина. Отец преступника уговорил его отпустить заложников и сдаться. 3 марта 2015 года Бутырский районный суд Москвы направил Гордеева на принудительное лечение. Потерпевшая сторона обжаловала решение суда, однако 8 февраля 2016 года Московский окружной военный суд вынес такое же решение. В 2017 году Гордеев был переведён на амбулаторное лечение, после чего он вернулся в Москву. |
| 20 октября 2014    | Электросталь, Московская область                 | 1       | 0          | 1     | В Электростали на одну из школ совершил нападение девятиклассник вооружённый ножом и бейсбольной битой. Погиб охранник школы которому нападавший нанёс 2 удара битой и несколько ножевых ранений, нападавшего задержал учитель школы, подозреваемый хотел отомстить обидчикам из класса за нанесение побоев за несколько часов до нападения. |
| 4 декабря 2014     | Томск, Томская область                           | 0       | 4          | 4     | В Томске в частной гимназии «Томь» бывший ученик открыл стрельбу из пневматического пистолета. Ранения получили четыре человека — завуч и три гимназиста. 28 мая 2015 года Кировский мировой суд Томска вынес постановление о прекращении уголовного дела. |
| 20 марта 2015      | Томск, Томская область                           | 0       | 2          | 2     | В школе №64 города Томска девятиклассник открыл огонь из пневматического пистолета. Лёгкие травмы получили двое учащихся восьмого класса. Было возбуждено уголовное дело по части 2 статьи 116 УК РФ («Побои из хулиганских побуждений»). В мае того же года дело было прекращено в связи с примирением сторон. |
| 30 ноября 2015     | Саратов, Саратовская область                     | 1       | 2          | 3     | В здании саратовского лицея №62 во время показательных занятий по боевым единоборствам отец одной из учениц в ходе ссоры с тренером по карате открыл огонь из пистолета. Тренер, президент Федерации карате Саратовской области Азамат Норманов, был убит, ещё двое родителей были ранены. Стрелявший бывший судья по каратэ 45-летний Расим Керимов, был задержан. 11 октября 2016 года он был приговорён к 24 годам колонии строгого режима и штрафу в 5,5 млн рублей. |
| 18 марта 2016      | Находка, Приморский край                         | 2       | 0          | 2     | В городе Находка Приморского края 19-летний юноша пришёл в школу с целью выяснить отношения с 15-летней возлюбленной, убил её ножом в кабинете директора школы, а затем совершил самоубийство. |
| 5 сентября 2017    | Ивантеевка, Московская область                   | 0       | 4          | 4     | Нападение на школу в Ивантеевке: В здании «Образовательного центра № 1» в городе Ивантеевка произошло нападение. 15-летний ученик 9 класса Михаил Пивнев вступил в словесную перепалку с учителем информатики 39-летней Людмилой Калмыковой, которая сделала школьнику замечание в связи с его опозданием и внешним видом (был одет в плащ, под которым пронёс оружие). Учительница вывела его из класса. Пивнев ударил Калмыкову секачом по голове и выстрелил из пневматической винтовки в лицо. Затем преступник стал приводить в действие самодельные взрывные устройства, параллельно выкрикивая угрозы. Трое учеников (две девушки и один юноша), опасаясь за свою жизнь, выпрыгнули из окна 2 этажа и получили переломы. Пивнев был задержан сотрудниками полиции и Росгвардии. В результате нападения пострадали 4 человека. 15 февраля 2019 года «Ивантеевский стрелок» был приговорён к 7 годам и 3 месяцам лишения свободы с отбыванием наказания в воспитательной колонии. Дополнительно суд назначил штраф в размере 20 тыс. рублей удовлетворил требования потерпевших о возмещении материального и морального вреда на общую сумму более 2 миллионов рублей. Инцидент стал первым в России случаем, когда нападение на школу совершил подражатель Эрика Харриса и Дилана Клиболда, совершивших 20 апреля 1999 года массовое убийство в школе «Колумбайн». |
| 1 ноября 2017      | Москва                                           | 2       | 0          | 2     | В московском колледже — Западном комплексе непрерывного образования — нашли тела преподавателя ОБЖ и студента. Последний убил учителя, опубликовал во «ВКонтакте» фото трупа, сделанные после преступления, а затем покончил с собой. |
| 18 декабря 2017    | Иркутск, Иркутская область                       | 1       | 0          | 1     | На территории школы № 4 в микрорайоне Юбилейный 16-летний подросток в ходе ссоры зарезал 15-летнего подростка. |
| 15 января 2018     | Пермь, Пермский край                             | 0       | 15         | 15    | Резня в пермской школе № 127: в пермской школе № 127 16-летние бывший ученик школы Лев Биджаков и учащийся 10 класса Александр Буслидзе, вооружённые ножами, пришли в кабинет № 308 на урок труда, где находились ученики 4 класса 10-12 лет и учительница Наталья Шагулина. Нападавшие стали наносить ножевые ранения детям и учительнице (она получила 17 ран). Преступники ударили друг друга ножами, пытаясь покончить с собой. В результате нападения пострадали 15 человек: 12 учеников 4 класса, учительница и оба нападавших. Один из нападавших состоял в сообществах в интернете, посвящённых массовому убийству в школе «Колумбайн». 18 декабря Лев Биджаков был приговорён к 9 годам и 8 месяцам лишения свободы. Александр Буслидзе сначала был признан невменяемым и направлен на принудительное лечение. Однако 29 апреля 2019 года, после повторной психиатрической экспертизы, признавшей его вменяемым, был приговорён к 7 годам колонии. |
| 19 января 2018     | Улан-Удэ, Республика Бурятия                     | 0       | 7          | 7     | Нападение на школу № 5 под Улан-Удэ': в школе № 5 в посёлке Сосновый Бор в пригороде Улан-Удэ (Бурятия) 15-летний ученик 9 класса Антон Б. бросил в класс русского языка и литературы, где находились ученики 7 класса, коктейль Молотова и стал бить топором выбегающих людей. В ходе атаки преступник попытался покончить с собой, ударив себя ножом в грудь и выпрыгнув в окно. В результате нападения пострадали 7 человек: учительница и 6 учеников, в том числе сам нападавший. Подросток был признан невменяемым и направлен на принудительное лечение. Вместе с ним были арестованы двое сообщников нападавшего 14 и 15 лет, которые помогали ему готовиться к атаке. Они получили 4 и 6 лет лишения свободы. |
| 21 марта 2018      | Шадринск, Курганская область                     | 0       | 7          | 7     | Стрельба в школе Шадринска В школе №15 города Шадринска (Курганская область) на уроке, когда учитель вышел из класса, 13-летняя ученица произвела несколько выстрелов из пневматического пистолета, который принадлежал её отцу. В результате синяки и ссадины получили семь учащихся 7-го класса. Госпитализация пострадавшим не потребовалась. |
| 18 апреля 2018     | Стерлитамак, Башкортостан                        | 0       | 4          | 4     | Нападение на школу № 1 в Стерлитамаке: в школе № 1 в Стерлитамаке (Башкортостан), в кабинете информатики, 17-летний ученик 9 коррекционного класса Артём Тагиров ударил ножом двух 15-летних учениц (одна из них в панике выпрыгнула из окна и получила травмы) и 29-летнюю учительницу, разлил в классе бензин, поджёг его, после чего ударил себя ножом. Нападавший был направлен на лечение в психиатрическую больницу, в 2021 году переведён на амбулаторное лечение. |
| 10 мая 2018        | Барабинск, Новосибирская область                 | 1       | 3          | 4     | Стрельба в Барабинском транспортном колледже: в филиале Новосибирского колледжа транспортных технологий им. Н.А. Лунина в городе Барабинск (Новосибирская область) 16-летний учащийся Илья Иванистов открыл стрельбу по одногруппникам из двуствольного охотничьего ружья. Преступник ранил в плечо одного из них, затем вышел в коридор и покончил с собой. Ещё двое учащихся, спасаясь от стрелявшего, выпрыгнули из окна и получили травмы. |
| 17 октября 2018    | Керчь, Республика Крым                           | 21      | 67         | 88    | В Керченском политехническом колледже произошло массовое убийство, которое совершил его 18-летний студент Владислав Росляков. Преступник заложил взрывное устройство в буфете учебного заведения. После того, как устройство сдетонировало, студент открыл стрельбу по учащимся и работникам колледжа из помпового ружья, а затем застрелился в библиотеке колледжа. Некоторые СМИ предполагали, что стрелок вдохновлялся бойней в школе «Колумбайн», произошедшей в США В 1999 году. В результате атаки пострадали 67 человек, погиб 21 человек, включая нападавшего. |
| 25 января 2019     | Абалаково, Красноярский край                     | 0       | 0          | 0     | Девятиклассник пытался застрелить своего одноклассника из ружья, однако после того как тот скрылся стал стрелять по окнам школы. Стрелок был задержан, им оказался ученик коррекционного класса. Пострадавших нет. |
| 13 мая 2019        | Казань, Республика Татарстан                     | 0       | 1          | 1     | В гимназии № 7 в Казани (Республика Татарстан) 17-летний ученик 10 класса Искандер Халфин взял в заложники 4 педагогов и 12 одноклассников, угрожая им кухонным ножом и пневматическим пистолетом. Подросток сам сдался полиции. Учительнице Татьяне Мухиной стало плохо с сердцем — её увезли в больницу. Одноклассница, которая нравилась Искандеру, не отвечала ему взаимностью. Девушка подкалывала парня, говорила, что он ни на что не способен. Совершив захват заложников, Халфин хотел самоутвердиться и доказать, что он смелый. Его признали невменяемым и направили на принудительное лечение. |
| 28 мая 2019        | Вольск, Саратовская область                      | 0       | 1          | 1     | Нападение на школу № 4 в Вольске: в школе № 4 посёлка Большевик в Вольске (Саратовская область) 15-летний ученик 7 класса Даниил П. бросил в свой класс коктейль Молотова, затем бросил ещё один в учителя, но не попал. Они не загорелись. Преступник ударил топором по голове 12-летнюю ученицу 6 класса и скрылся с места преступления. В тот же день был задержан. 4 августа 2020 года приговорён к 7 годам лишения свободы. Кроме того, суд обязал выплатить матери пострадавшей девочки компенсацию в размере миллиона рублей. |
| 31 октября 2019    | Нарьян-Мар, Ненецкий автономный округ            | 1       | 0          | 1     | Пьяный мужчина проник в детский сад и убил ножом 6-летнего ребёнка во время тихого часа. В марте 2020 убийца был направлен на принудительное лечение. |
| 14 ноября 2019     | Благовещенск, Амурская область                   | 2       | 3          | 5     | Стрельба в Амурском колледже строительства и ЖКХ: в Амурском колледже строительства и ЖКХ в Благовещенске (Амурская область) 19-летний студент Даниил Засорин открыл стрельбу из ружья ИЖ-81. Преступник также стал стрелять в сторону полицейских, те открыли ответный огонь, ранив стрелка. Нападавший застрелился. В результате стрельбы пострадали 3 человека, погибли 2 человека, включая нападавшего. |
| 26 февраля 2020    | Ульяновск, Ульяновская область                   | 0       | 1          | 1     | 15-летний ученик восьмого класса ранил кухонным ножом в живот 59-летнюю учительницу алгебры и геометрии. Сообщалось, что между учеником и пострадавшей учительницей не было конфликта, а Следственный комитет сообщал, что нападение было беспричинным. В августе 2020 нападавший был отправлен на принудительное лечение. |
| 16 февраля 2021    | Новосибирск, Новосибирская область               | 1       | 0          | 1     | В Новосибирске у ворот Новосибирского государственного технического университета 22-летний студент магистратуры Денис Миллер убил ножом однокурсника, 26-летнего Дениса Губарева. Сразу после убийства Миллер был задержан проезжавшими мимо сотрудниками Росгвардии. 28 ноября 2022 года убийца был приговорён к 16 годам колонии строгого режима. |
| 11 мая 2021        | Казань, Республика Татарстан                     | 9       | 32         | 41    | Массовое убийство в гимназии № 175: Бывший ученик гимназии, 19-летний Ильназ Галявиев, открыл стрельбу из гладкоствольного ружья по людям снаружи и внутри гимназии № 175, а также взорвал самодельное взрывное устройство на первом этаже учебного заведения. В результате нападения погибли 9 человек (7 учеников и 2 учительницы), пострадали 32 человека. Полицейские задержали Галявиева, который вышел на крыльцо гимназии с поднятыми руками. Преступник был заключён под стражу, весной 2023 года суд приговорил Галявиева к пожизненному лишению свободы. |
| 21 мая 2021        | Березники, Пермский край                         | 0       | 1          | 1     | В лицее №1 города Березники (Пермского края) 17-летний ученик 10 класса Роман Долбеев ударил ножом в горло 74-летнюю учительницу Людмилу Ишменеву. Одноклассник нападавшего сообщил о происшествии охраннику, и тот его обезвредил. В январе 2022 года он был направлен на принудительное лечение. |
| 20 сентября 2021   | Пермь, Пермский край                             | 6       | 24         | 30    | Массовое убийство в Пермском государственном университете: 18-летний студент Тимур Бекмансуров совершил массовое убийство в Пермском государственном университете, открыв стрельбу из помпового ружья по людям на территории ВУЗа и возле неё.. Бекмансуров был задержан сотрудником полиции. При задержании оказал сопротивление, и получил огнестрельные ранения в грудь, живот и обе ноги, после чего доставлен в больницу в крайне тяжёлом состоянии. В результате нападения погибли 6 человек и пострадали ещё около 60 (из них 24, включая нападавшего, получили огнестрельные ранения). Подозреваемый был арестован в больнице и заключён под стражу в СИЗО. 28 декабря 2022 года Пермский краевой суд приговорил Тимура Бекмансурова к пожизненному заключению. |
| 18 октября 2021    | Сарс, Октябрьский городской округ Пермского края | 0       | 1          | 1     | В посёлке Сарс (Октябрьский городской округ Пермского края) ученик 6 класса пронёс в школу оружие и произвёл два выстрела в стену и стеклопластиковую дверь. Осколками от разбитого стекла поранился 11-летний школьник. Директор школы убедила стрелявшего отдать ей оружие, после чего он был задержан. |
| 13 декабря 2021    | Серпухов, Московская область                     | 0       | 13         | 13    | Взрыв у гимназии Введенского Владычного монастыря: в Серпухове (Московская область) на крыльце гимназии во имя преподобного Варлаама Серпуховского на территории Введенского Владычного женского монастыря 18-летний выпускник гимназии Владислав Струженков подорвал СВУ. В результате взрыва пострадали 13 человек, включая нападавшего. Сообщается, что преступник хотел устроить взрыв внутри здания во время утренней молитвы, но дверь была закрыта (её выбило при взрыве). Струженков был доставлен в больницу в крайне тяжёлом состоянии (изначально поступала информация о том, что подрывник умер). 15-летний подросток находился в состоянии средней степени тяжести. Остальные дети были доставлены в больницу для осмотра, их травмы были незначительными. Они отказались от госпитализации и отпущены домой. 25 июля 2022 года Струженков был приговорён к 13 годам лишения свободы. |
| 28 марта 2022      | Красноярск, Красноярский край                    | 1       | 0          | 1     | Стрельба в детском саду Красноярска: В Красноярске 19-летняя Полина Дворкина, после того, как дома, в результате ссоры, убила своего отца, пришла около 14 часов в детский сад №31 с гладкоствольным ружьём, спрятанным под верхней одеждой, где намеревалась, как позже выяснилось, совершить массовое убийство детей-мальчиков, однако была разоружена одной из работниц учреждения, после чего была задержана. В июле 2023 года Дворкина была приговорена к 17 годам лишения свободы. |
| 26 апреля 2022     | Вешкайма, Ульяновская область                    | 5       | 1          | 6     | Массовое убийство в Вешкайме: в рабочем посёлке Вешкайма Ульяновской области в 13:05 26-летний местный житель открыл стрельбу в детском саду «Рябинка» из охотничьего ружья ИЖ-27. Сначала возле здания ранил помощницу воспитателя, после чего вошёл в детский сад, застрелил воспитательницу, которая пыталась его остановить, убил двоих детей 5 и 6 лет, затем застрелился. Утром того же дня перед атакой на детский сад убил своего 68-летнего соседа, который являлся владельцем ружья, с помощью которого преступник устроил бойню. В результате нападения пострадал 1 человек, погибли 5 человек, включая нападавшего. |
| 26 сентября 2022   | Ижевск, Удмуртская Республика                    | 19      | 23         | 42    | Массовое убийство в школе № 88: в школе № 88 Ижевска (Республика Удмуртия) её бывший ученик, 34-летний Артём Казанцев, открыл стрельбу и убил 18 человек (из них 11 детей), ранил 23 человека и покончил с собой. Преступник, предположительно, вдохновлялся массовым убийством в школе «Колумбайн», а также схожим инцидентом в керченском колледже. Казанцев был одет в балаклаву и майку с нацистской символикой. |
| 7 февраля 2023     | Химки, Московская область                        | 0       | 1          | 1     | Ученица 5 класса, Мельвира, нанесла своей однокласснице от 46 до 100 ножевых ранений в школе № 10. |
| 13 апреля 2023     | Санкт-Петербург                                  | 0       | 4          | 4     | В школе № 633 Санкт-Петербурга девятиклассник открыл стрельбу из пневматического пистолета Borner PM-X. Сначала он ранил двух школьников на территории учебного заведения, после чего вошёл в здание и выстрелил в учащихся 8 класса. В результате нападения четыре школьника получили лёгкие ранения. Преступник и его отец были доставлены в отделение полиции. |
| 11 сентября 2023   | Красный Десант, Ростовская область               | 0       | 4          | 4     | В школе в хуторе Красный Десант Ростовской области ученик девятого класса в маске ранил ножом двух сотрудников учебного заведения, родственника ученика и получил лёгкие травмы сам. Подросток задержан. |
| 17 октября 2023    | Ижевск, Удмуртия                                 | 0       | 1          | 1     | В школе №50 города Ижевска 14-летний ученик напал на одноклассника с ножом и нанёс ему три ножевых ранения, в результате чего тот был госпитализирован. Нападавший состоял на учёте в ПНД с диагнозом шизофрения. |
| 7 декабря 2023     | Брянск, Брянская область                         | 2       | 5          | 7     | Нападение на гимназию № 5 в Брянске: восьмиклассница открыла огонь из дробовика в кабинете, убила одноклассницу, ранила 5 учеников и покончила с собой. |
| 10-11 февраля 2024 | Элиста, Калмыкия                                 | 1       | 5          | 6     | 28-летний Сергей Д. пришёл в Центр медиации и образовательных услуг «Альтернатива», оказывающий психологическую помощь, в качестве клиента и произвёл детонацию неизвестного взрывного вещества, в результате чего погиб сам и ранил ещё двух человек. Второй взрыв произошёл ночью, при обысках дома нападавшего. Трое сотрудников правоохранительных органов пострадали, один из них находился в тяжёлом состоянии. |
| 26 февраля 2024    | Москва                                           | 0       | 2          | 2     | Студентка четвёртого курса Российского государственного гуманитарного университета напала на свою одногруппницу с кувалдой, после чего попыталась покончить с собой. |
| 16 сентября 2024   | Челябинск, Челябинская область                   | 0       | 5          | 5     | 13-летний ученик Роман Г. напал на своих одноклассников в школе № 68, используя молоток и нож, после чего попытался покончить с собой. При себе у подростка также имелся пневматический пистолет. |
| 23 сентября 2024   | Балаганск, Иркутская область                     | 0       | 3          | 3     | Ученик 8 класса школы №1 посёлка Балаганск пронёс в раздевалку молоток и нож, с которыми напал на одноклассников. 3 человека получили ранения. |
| 6 декабря 2024     | Российский, Краснодарский край                   | 0       | 4          | 4     | 14 летний ученик 8 класса школы №94 пришёл в школу с ножом и напал на сверстников. 2 человека пострадали во время драки, ещё 2 получили ушибы во время того как выбегали из школы. |
| 7 апреля 2025      | Новый Уренгой, ЯНАО                              | 0       | 2          | 2     | 11-летний учащийся 5 класса совершил нападение с ножом на территории школы №3, в результате чего ранения получили 11-летняя девочка и охранник. |
| 17 апреля 2025     | Мирный, Московская область                       | 0       | 1          | 1     | 13-летний ученик школы №51 во время урока напал на учителя с молотком и нанёс ей травмы средней тяжести. |

### Комментарии
1. 1 2 3 4 5 6 7 8 9 10 11 12 13 14 15 16 17 18 19 20  Включая нападавшего
2. ↑  Включая 31 террориста
3. ↑  Включая 2 нападавших
4. ↑  Четверо от огнестрельных ранений